# Tulisaari (ö i Norra Savolax, Norra Savolax, lat 63,18, long 26,93)
Tulisaari är en ö i Finland. Den ligger i sjön Iso-Panka och i kommunen Pielavesi i den ekonomiska regionen  Övre Savolax ekonomiska region  och landskapet Norra Savolax, i den centrala delen av landet, 300 km norr om huvudstaden Helsingfors. Öns area är 10,4 hektar och dess största längd är 0,6 kilometer i nord-sydlig riktning.